# Instituto Nacional de Telecomunicaciones
El Instituto Nacional de Telecomunicaciones es una institución de educación superior colombiana, adscrita al Ministerio de Educación Nacional en la ciudad de Cali (Colombia), ofreciendo programas técnicos y educación para el trabajo y el desarrollo humano. Su sede principal se encuentra en el barrio Granada pero su oferta académica se extiende a la formación virtual.

## Oferta Académica
- Técnico Laboral Locución con énfasis en Radio, Presentación de Televisión y Medios Digitales  con duración de 4 semestres académicos en el que el estudiante puede profundizar en Animación Musical y Presentación de Espectáculos, Lectura de Noticias y Periodismo Radial, Periodismo y Locución Deportiva, Locución y Presentación de Televisión o Producción y Locución Comercial.[2]
- Certificación Académica para Locutores Empíricos que cuenten con más de 5 años de experiencia y sean mayores de 25 años.[3]
- Certificación Académica en Periodismo con énfasis en Reportería en seis (6) meses intensivos en Fase Modular y tres (3) de Fase Protocolar ofrece herramientas del quéhacer informativo partiendo de la experiencia empírica de los  interesados/as y su real interés en cualificar su trayectoria y adquirir conocimientos, habilidades y destrezas.[4]
- Proceso Técnico de Certificación Académica en Periodismo Deportivo proporciona una formación específica en periodismo deportivo, incluyendo aspectos como la técnica vocal al emitir informes desee lo escenarios deportivos o desde cabinas de radio, enfatizando en la redacción de noticias y reportajes deportivos, la investigación y el análisis de eventos deportivos, la ética periodística, el manejo de fuentes, el uso de tecnologías digitales relacionadas con el periodismo, entre otros temas relevantes.[5]
- Diplomado en Comunicación Organizacional con énfasis en Jefatura de Prensa se abordan temas relacionados con la teoría y práctica de la comunicación organizacional, estrategias de relaciones públicas, gestión de la reputación, comunicación interna y externa, técnicas de redacción y edición de materiales de prensa, manejo de crisis, comunicación digital, y análisis de medios de comunicación, entre otros.[6]

### Seminarios-Taller
Mediante sesiones interactivas, personalizadas, de duración corta pero intensiva con objetivos claros, materiales de apoyo y dirigidos por instructores experimentados que ofrecen al estudiante una retroalimentación y feedback que le permita la evolución en sus objetivos, INSTEL ofrece los siguientes seminarios:
- Comunicación Asertiva
- Comunicación Organizacional
- Comunicación Política Estratégica
- Creación de Contenidos Digitales
- Creación, Montaje y Programación de Emisoras Virtuales
- Diseño, Logística y Presentación de Eventos
- Etiqueta, Protocolo y Glamur Empresarial
- Formación Técnica de DJs
- Fundamentos de Reportería
- Lectura Informativa
- Lectura Ágil
- Liderazgo
- Liderazgo Transformacional
- Locución para Niños y Jóvenes (versión de verano)
- Maestro de Ceremonias
- Marketing Académico
- Marketing Digital
- Narración de Audio-Libros (Grupal)
- Narración de Audio-Libros (Personalizado)
- Operación Técnica de Audio
- Oratoria Jurídica
- Oratoria y Expresividad (General)
- Oratoria y Expresividad (Nivel Avanzado)
- Oratoria y Expresividad (Nivel Básico)
- Presentación de Televisión
- Producción de Televisión
- Producción y Locución Comercial
- Producción y Locución Radial
- Realización Técnica de Podcast
- Redacción y Ortografía
- Técnica Vocal (Nivel Avanzado)
- Técnica Vocal (Nivel Básico)
- Técnicas Modernas de Ventas
- Técnicas de Servicio al Cliente

## Historia
Durante la década de los 80's en la ciudad de Cali surgieron diferentes intentos de establecer una academia de comunicaciones como la Academia de Locución del Valle en 1984, codirigida por Aleissy Lasso Ágredo, Jorge Isaac Tobón e Iván Darío Rojas, así como el Centro de Comunicaciones del Valle-CECOV en 1986 y la Academia de Comunicaciones Carrusel bajo la dirección de Diego Fernando Ruíz en 1988.
Mucho más atrás solo se destacan esfuerzos de algunos comunicadores reconocidos tales como Rafael Medina Corrales y Gerardo Gutierrez Fonthal, José Pardo Llada y Evaristo Bugayo Juliao quienes organizaban con alguna frecuencia cursos breves de ilustración sobre la radio, pero sin ninguna profundidad, más con un ánimo informativo y comercial.
El año 1990 marca el nacimiento jurídico de INSTEL como una entidad que garantizara a los medios locales voces bien formadas en la locución y periodismo.
Un grupo de jóvenes comunicadores liderados por Aleissy Lasso Ágredo instalaron en su sede inicial en el barrio San Fernando al lado del Estadio Olímpico Pascual Guerrero "La Universidad de la Voz" en una apuesta por  perpetuar la calidad de las voces que a diario se escuchan en distintas emisoras radiales o vemos en la televisión local y nacional.

## Convenios

### Universidad Nacional Abierta y a Distancia UNAD
Los egresados de INSTEL pueden continuar su formación como Comunicadores Sociales en la Universidad Nacional Abierta y a Distancia obteniendo título de Comunicador Social
a través del Acuerdo 139 del 10 de noviembre de 2020 donde se reconocen los saberes de los egresados del programa Técnico Laboral en locución con énfasis en radio y presentación de televisión.

### Prácticas Académicas Caracol Radio
Una oportunidad para la realización de prácticas radiales en Caracol Radio en un conjunto de estrategias didácticas, programas, diseños metodológicos, clases y ejercicios en el proceso de pasantías enfrentando al estudiante con oyentes reales.

### Asociación Colombiana de Locutores ACL
Como parte de la Asociación Colombiana de Locutores ACL desde el año 2020, INSTEL crea una alianza donde los afiliados de la Asociación accedan la oferta educativa de INSTEL, así como la oportunidad de los egresados de INSTEL de obtener su afiliación a la ACL.

### Europa Campus
La Universidad Corporativa Europa Campus ofrece aval académico a certificaciones, diplomados, seminarios talleres, procesos de actualización académica, homologaciones y demás actividades de formación en  INSTEL, lo que se configura como una Certificación Internacional así como la oportunidad de ser miembro activo de la Red Mundial de Oradores. 

## Educación Virtual
Además de la oferta presencial, INSTEL cuenta con la oportunidad de formación desde cualquier parte del mundo a través de su plataforma INSTEL Virtual.